# 게리 허니
게리 로널드 허니(Gary Ronald Honey, 1959년 7월 26일 ~ )는 은퇴한 오스트레일리아의 멀리뛰기 선수로 1984년 로스앤젤레스 올림픽에서 8.24m와 함께 칼 루이스에 밀려 은메달을 땄다.
빅토리아주 멜버른의 외곽 토머스타운에서 태어난 허니는 1980년으로 시작하여 3개의 하계 올림픽에 참가하였다. 추가로 그는 1982년과 1986년 코먼웰스 게임에서 2연승을 하였다. 1984년부터 1986년까지 세계에서 랭킹 2위였으며, 또한 1981년부터 1988년까지 세계 톱 6에 놓였다.
그는 10회의 국내 챔피언, 11회의 주립 챔피언이었으며, 1988년 서울 올림픽에서 팀 주장을 맡았다. 2000년 스포츠 오스트레일리아 명예의 전당에 헌액되었다.